# 格奥尔格·维蒂希
格奥尔格·维蒂希（德語：Georg Wittig；1897年6月16日—1987年8月26日），德国化学家，1979年因将磷化合物用于有机合成之中而与赫伯特·布朗分享诺贝尔化学奖。

## 生平
1897年6月16日生於德意志帝國柏林。出生後不久,隨家人遷居卡塞尔。1916年入图宾根大学，開始研習化學。一次大戰時受徵召從軍。戰後，进入馬堡大學讀書，三年後獲有機化學博士學位。1931年與Waltraud Ernst結婚。先後在布伦瑞克工业大学（1932年）、弗萊堡大學（1937年）、图宾根大学（1944年）、海德堡大學（1956年）任教研究。1967年退休。
1987年8月26日逝於海德堡。